# Sigala Gala (Dolok)
Sigala Gala is een bestuurslaag in het regentschap Padang Lawas Utara van de provincie Noord-Sumatra, Indonesië. Sigala Gala telt 80 inwoners (volkstelling 2010).